# Erdbeertempel

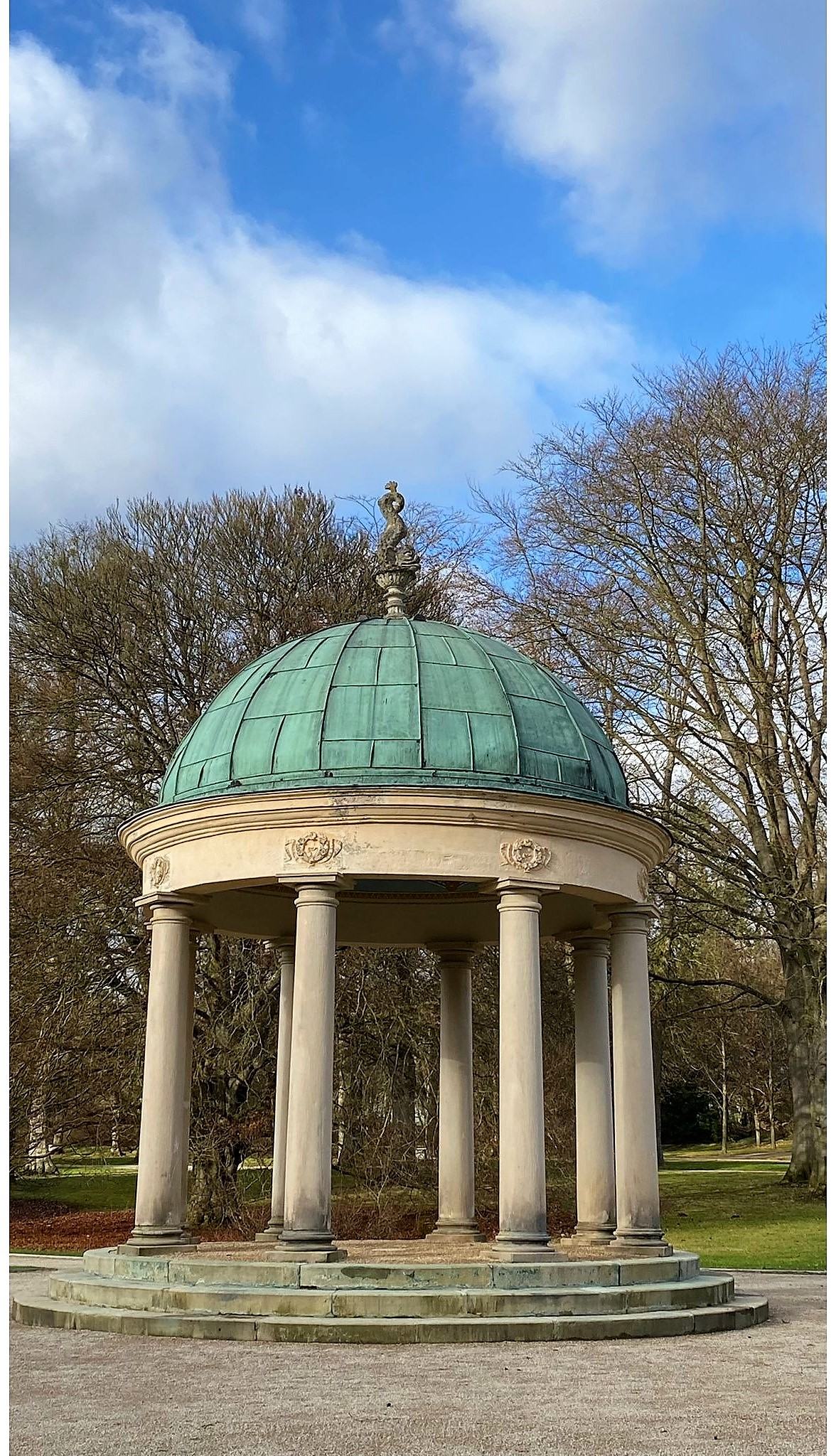
Der Erdbeertempel im Jahr 2022

Der Erdbeertempel ist ein Monopteros im Kurpark von Bad Pyrmont.

## Beschreibung
Das denkmalgeschützte Gebäude ist ein tempelartiger Rundbau, der sich auf einem dreistufigen Sockel erhebt. Die halbkugelförmige Kuppel wird von einem kreisrunden Gesims auf acht toskanischen Säulen getragen. Über den Kapitellen finden sich Flachreliefs mit der Darstellung von Blütenkränzen, gehalten von flatternden Knitterbandschleifen. Die Bekrönung der Kuppel bildet eine Schale mit einem aufsteigenden Delfin.

## Geschichte und Namensherkunft
Der ursprüngliche Tempel wurde von 1786 bis 1790 erbaut und 1802 umgestaltet. Seine heutige Form verdankt er einer Neugestaltung im Jahr 1910.
An der Stelle des Erdbeertempels stand vor dessen Bau ein Grabdenkmal, das an die Niederländerin Frau Fagel erinnerte. Diese starb am 15. Juli 1781, nachdem sie während ihrer Kur Erdbeeren gegessen und danach aus dem Brunnen getrunken hatte.